# Shōjōji no tanuki bayashi
Shōjōji no tanuki bayashi (證城寺の狸囃子? lett. Il festival dei tanuki del tempio Shōjōji") è un cortometraggio d'animazione giapponese uscito nel 1933 diretto da Ikuo Oishi.

## Trama
Un gruppo di tanuki festeggia la luna piena ballando e battendosi il ventre nel giardino Shojoji.